# روابط ایران و فرانسه

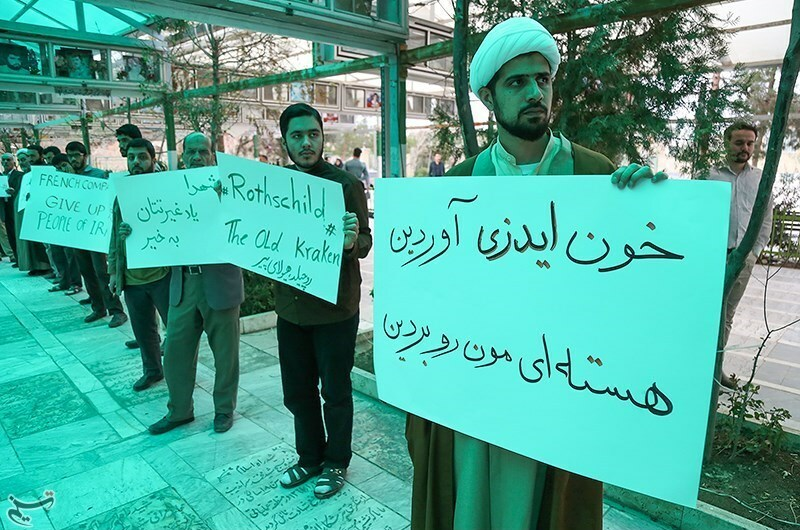
طلبهٔ معترض به سفر ژان-ایو لو دریان وزیر امور خارجهٔ فرانسه به ایران با شعار: «خون ایدزی آوردین هسته‌ای مون رو بردین» قم

روابط ایران و فرانسه یکی روابط بین‌المللی بین فرانسه و ایران است. ایران به‌طور کلی از قرون وسطی یک رابطه دوستانه با فرانسه داشته‌است. این رابطه تا دوران ریاست ژاک شیراک همچنان دوستانه بود ولی در سال‌های اخیر این رابطه به علت ارجاع دادن توقف غنی‌سازی اورانیوم شورای امنیت سازمان ملل متحد و حمایت فرانسه به خوبی گذشته نبوده‌است.

## سده ۱۸ میلادی
ایران و فرانسه در اوایل سده ۱۸ پیمانی تجاری امضا کرده بودند. اما حمله افغان‌ها به اصفهان و سقوط پادشاهی صفوی موجب شد تا این پیمان هرگز به مرحله اجرا نرسد. در پایان همان سده در  فرانسه، انقلابی که تاثیر بسیاری در تاریخ اروپا و همچنین در تاریخ جهان گذاشت و به انقلاب فرانسه یا انقلاب کبیر فرانسه موسوم شد رخ داد. حکومت انقلابی فرانسه در سال ۱۷۹۶ (همزمان با تاج‌گذاری آقامحمدخان قاجار) تصمیم گرفت که روابط دیپلماتیک و پیمان تجاری قدیمی را با ایران احیا کند. اما آقا محمد خان تنها یکسال بعد از تاجگذاری، ترور شد و تلاش‌های اولیه فرستادگان فرانسوی به تهران ناکام ماند.

## دوره قاجار
بر خلاف امپراتوری‌های روسیه و بریتانیا که در سده ۱۹ (میلادی) بخش‌هایی از خاک ایران را از کشور جدا کردند، فرانسه هرگز به شکل مستقیم در ضربه زدن به تمامیت ارضی ایران نقش نداشت. دوره حکومت ناپلئون بناپارت بر فرانسه همزمان با حکمرانی فتحعلی‌شاه قاجار بر ایران بود. در آن زمان ایران هنوز با فرانسه رابطه دیپلماتیک منسجمی نداشت.
در آن دوره ناپلئون به دنبال غلبه بر قدرت امپراتوری‌های روسیه و بریتانیا و بدست آوردن مستعمره‌های بیشتر مانند راج بریتانیا (هند) بود. ایران نیز به دنبال کاهش نفوذ بریتانیا و روسیه و بهبود توان نظامی خود بود. با اینکه فرانسه در مواردی متعهد به پشتیبانی سیاسی و نظامی از ایران شد اما به دلیل زدوبند با بریتانیا و روسیه پشت ایران را خالی کرد. عهدشکنی فرانسه در دفاع از ایران از دلایل شکست ایران در جنگ‌های ایران و روسیه و عهدنامه‌های گلستان و ترکمانچای بود.
فتحعلی‌شاه در سال ۱۸۰۴ نامه‌ای به شورای سه نفره حکومتی (به ریاست ناپلئون) فرانسه نوشت و در آن از این کشور خواست که در نبرد با روسیه، در کنار ایران قرار بگیرد. ناپلئون در فاصله کوتاهی بعد از تاجگذاری، دو نماینده به ایران فرستاد تا مساله اتحاد با فتحعلی‌شاه را بررسی کنند. این دو شخص، پیر آمدی ژوبر، مترجم فرانسه در مصر و مسلط به زبان فارسی نیز و الکساندر رومیو، کمیسر روابط تجاری و گزارش دهنده نیازهای نظامی ایران بودند. رومیو در گزارش خود نوشت که تنها انگیزه ایران برای اتحاد با فرانسه، مقابله با توسعه‌طلبی روسیه است و تاکید کرد که ایرانی‌ها خواهان ترغیب پادشاهان افغان برای حمله به بریتانیایی‌ها نیستند. اما ژوبر (که بعد از رومیو وارد تهران شد) با دربار قاجار روابط خوبی برقرار کرد. او توانست ایران را راضی کند که ایران پذیرفت برای نخستین بار به فرانسه سفیر اعزام کند. میرزا محمدرضا قزوینی که تا آن زمان حاکم قزوین بود به عنوان سفیر ایران در فرانسه برگزیده شد. ناپلئون که امپراتوری اتریش را شکست داده بود در ۲۷ آوریل ۱۸۰۷ در کاخ فینکنشتاین با میرزا محمدرضا قزوینی دیدار کرد. تلاش‌های ناپلئون برای وادار کردن الکساندر یکم، امپراتور روسیه به تن دادن به یک پیمان صلح به نتیجه نرسید. به همین دلیل ایران و فرانسه با امضای عهدنامه فینکنشتاین با یکدیگر هم‌پیمان شدند.

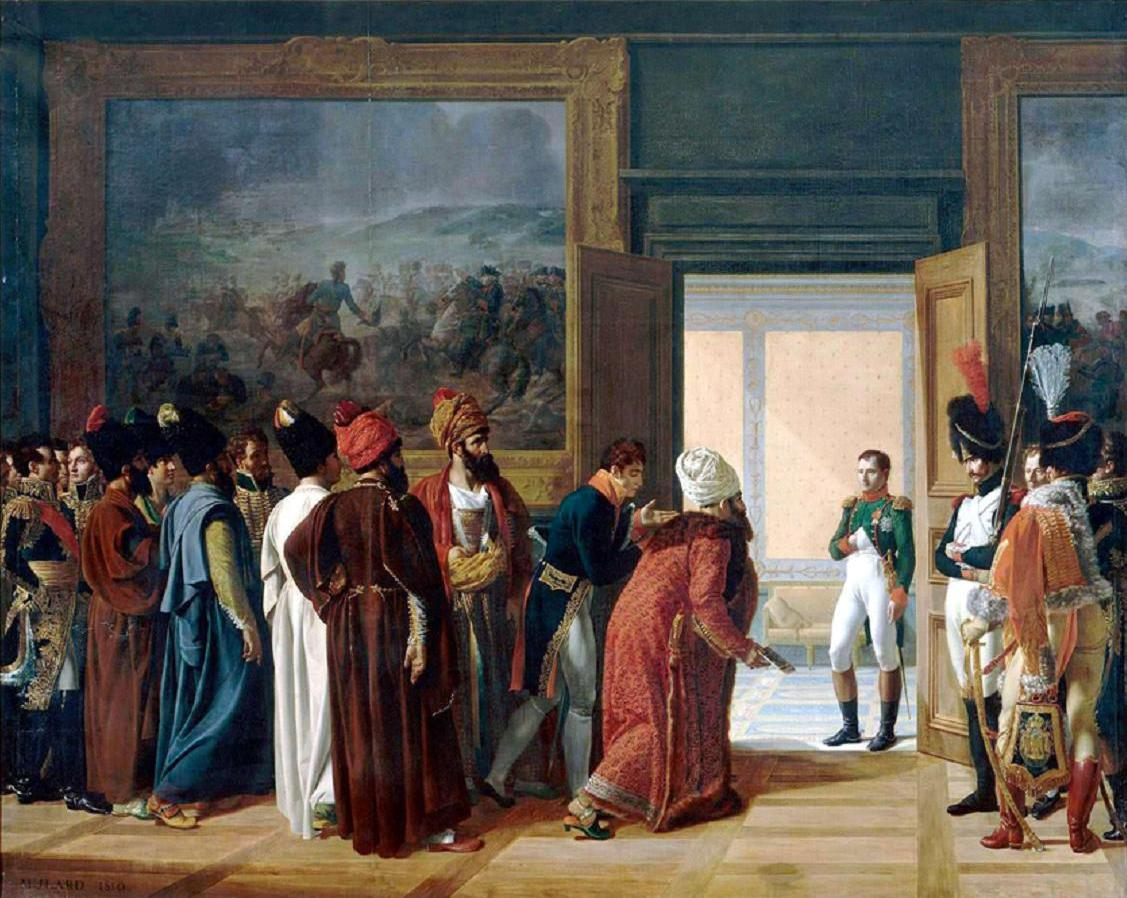
میرزا محمدرضا قزوینی، نمایندهٔ ایران در حضور ناپلئون بناپارت برای مذاکره پیرامون عهدنامه فینکنشتاین به تاریخ ۲۷ آوریل ۱۸۰۷ میلادی.

بر پایه این عهدنامه فرانسه متعهد شد تمامیت ارضی ایران و ادعای مالکیت ایران بر گرجستان را به رسمیت بشناسد. همچنین فرانسه در اخراج روس‌ها از سرزمین‌های متعلق به ایران در قفقاز همه تلاش خود را بکند. به‌علاوه ناپلئون متعهد شد که به ایران سلاح برساند و افسران فرانسوی برای سازماندهی و بهبود یگان‌های توپخانه و پیاده‌نظام، در اختیار ایران قرار بگیرند. از سوی دیگر، ایران متعهد شد فورا علیه بریتانیا اعلان جنگ کند و همه روابط سیاسی و تجاری خود با آن امپراتوری را قطع کند. اما دو ماه پس از امضای عهدنامه فینکنشتاین، ناپلئون، روسیه را شکست داد و تزار روسیه را وادار به امضای پیمان تیلسیت کرد که در تضاد با عهدنامه فینکنشتاین بود.
میانجیگری اولیه فرانسه موجب شد تا در قفقاز بین ایران و روسیه آتش‌بس موقت اعلان شود. اما در ادامه از پشتیبانی از ایران خودداری کرد. این موضوع باعث از بین رفتن اعتماد بین ایران و فرانسه شد. با خالی شدن پشت ایران، روسیه در زمستان ۱۸۰۸ به شکل یک طرفه، آتش‌بس را نادیده گرفتند و در یک اقدام غافلگیرکننده ایروان را محاصره کرد. اما ایرانی‌ها شکست سختی به روس‌ها دادند. این بی‌عهدی ناپلئون باعث شد ایران در سال ۱۸۰۹ اجازه ورود هارفورد جونز بریجز به تهران را داد. هارفورد جونز پیمان دوستی تازه‌ای با ایران امضا کرد. بر پایه این پیمان، ایران متعهد شد به هیچ کشور اروپایی اجازه حمله به هند از خاک ایران را ندهد و بریتانیا نیز کمک‌های نقدی و نظامی در اختیار ایران قرار دهد. به درخواست جونز دو کارمند باقی‌مانده سفارت فرانسه در تهران، پیش از رسیدن کاردار تازه‌ای که از سوی ناپلئون منصوب شده بود، اخراج شدند و این سفارتخانه تعطیل شد.

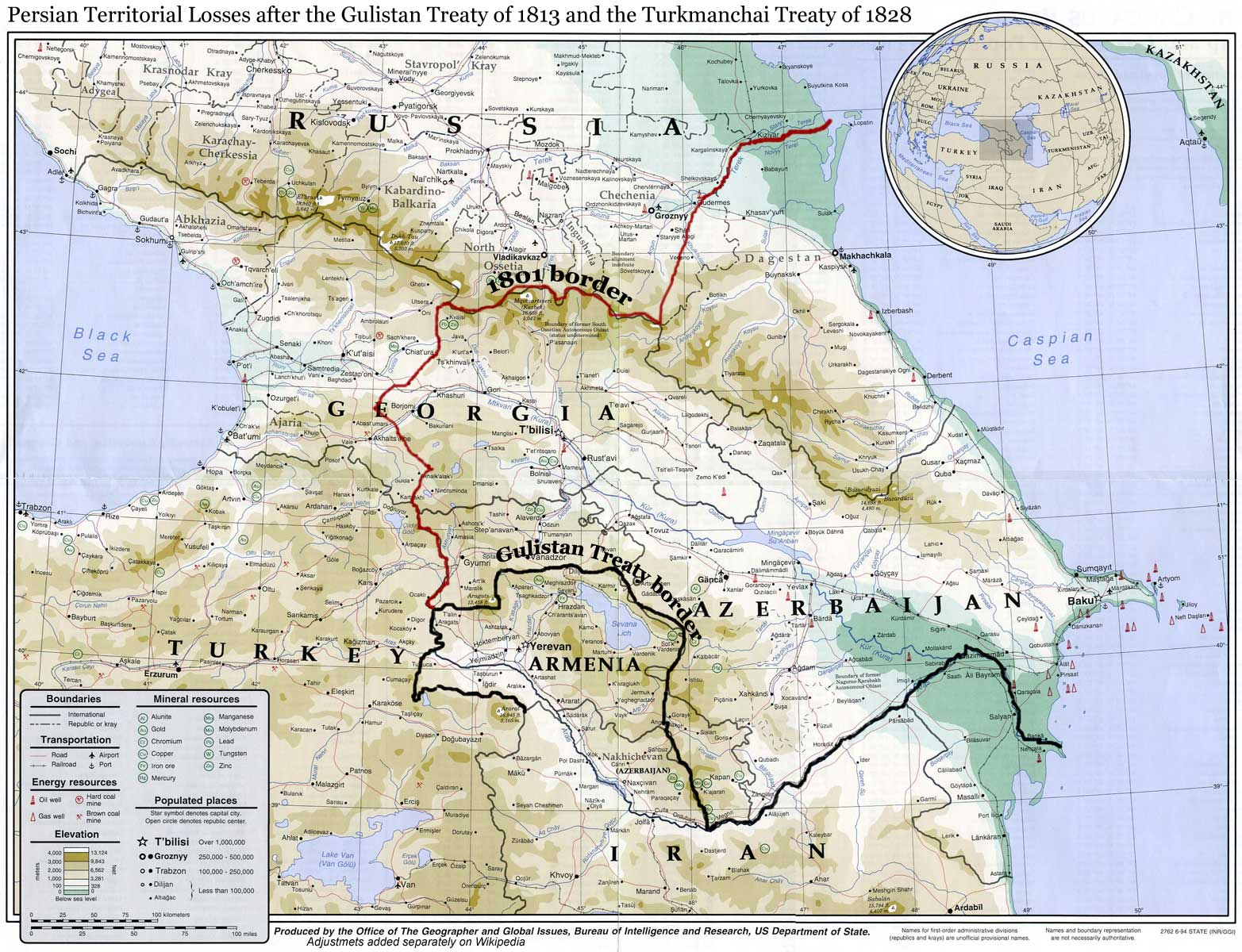
مرزهای شمال غربی ایران و روسیه تا پیش از عهدنامهٔ گلستان (خط قرمزرنگ) و پس از آن (خط سیاه‌رنگ)

فتحعلی‌شاه به پشتوانه عهدنامه تازه با بریتانیا تلاش کرد سرزمین‌های اشغالی ایران در قفقاز را از روسیه پس بگیرد. اما چون بریتانیا و روسیه برای شکست ناپلئون هم‌پیمان شدند بریتانیا بار دیگر ایران را تنها گذاشت و به تهران فشار آورد که با مسکو صلح کند. در سال ۱۸۱۲ که ناپلئون بار دیگر به روسیه حمله کرد مکاتبات بین ایران و فرانسه از سر گرفته شد. اما در اکتبر آن سال مجبور به ترک روسیه شد. همچنین در ۳۱ اکتبر ۱۸۱۲ نیروهای روسیه در اصلاندوز ایرانی‌ها را غافل‌گیر کردند و ارتش ایران را به سختی شکست دادند. در پی این شکست، بریتانیا ایران را مجبور به مذاکره با روسیه و امضای عهدنامه گلستان کرد. در ژوئن ۱۸۱۳ ناپلئون که در اروپا شکست خورده بود گزارشی مبنی بر تمایل ایران برای از سرگیری روابط دیپلماتیک دریافت کرد. اما دیگر دیر شده بود. زیرا چندی بعد روسیه و بریتانیا وارد فرانسه شده و ناپلئون را تبعید کردند.

## دوره پهلوی
نخستین معاهده در دوران معاصر میان ایران و فرانسه در ۲۱ اردیبهشت ۱۳۰۷ (۱۱ مه ۱۹۲۸) بسته شد که علاوه بر موضوع رد و بدل نمایندگان سیاسی و کنسولی، مقرر می‌کرد که دو کشور با شهروندان یکدیگر در خاک خود طبق قواعد حقوق عمومی بین‌المللی و همچون شهروندان خود رفتار کنند، احوال شخصیه‌شان بر اساس قوانین کشور خودشان باشد، شهروندان فرانسه در خاک ایران غیر از آنچه برای سکونت و کسب و صنعتشان لازم باشد، مال غیرمنقول خریداری نکنند.
در سال ۱۹۳۸ میلادی روابط ایران با فرانسه به دلیل انتشار مقاله ای در مطبوعات فرانسه در انتقاد از رضا شاه قطع شد.

## دوره دولت یازدهم
با انتخاب حسن روحانی به عنوان رئیس دولت یازدهم ایران، وزارت امور خارجه فرانسه همراه با وزارت‌خانه‌های امور خارجه اغلب کشورهای اروپایی، ضمن تبریک این پیروزی، ابراز امیدواری جهت بهبود روابط با ایران را مطرح کردند. روز بعد از مراسم تحلیف حسن روحانی، وزیر امور خارجه فرانسه در دیدار سفیر ایران در پاریس، ضمن ابراز خرسندی از ریاست‌جمهوری حسن روحانی، ابراز داشت همان‌طور که مردم ایران خواستار تغییر در سیاست‌های خارجی ایران هستند، فرانسه نیز امیدوار است ایران در زمینه برنامه هسته‌ای ایران، جنگ داخلی سوریه و حقوق بشر در ایران اقدامات عینی انجام دهد.
در حاشیه شصت و هشتمین نشست مجمع عمومی سازمان ملل متحد که در مهر ۱۳۹۲ در نیویورک برگزار شد، حسن روحانی و فرانسوا اولاند، دیدار رودررویی با یکدیگر برگزار کردند. این نخستین دیدار مقامات عالی‌رتبه دو کشور از سال ۲۰۰۵ تا این تاریخ بود.
۶۸ روز بعد از توافق هسته‌ای ژنو، بزرگترین هیئت اقتصادی خارجی بعد از انقلاب اسلامی ایران که متشکل از کارفرمایان و فعالان اقتصادی بخش خصوصی فرانسه در زمینه‌های صنعت نفت، خودروسازی، انرژی، پزشکی و … بود، در ۱۴ بهمن ۱۳۹۲ وارد ایران شد. این هیئت متشکل از ۱۴۰ نفر بود که هرکدام نماینده یکی از شرکت‌های فرانسوی در زمینه‌های مختلف صنعتی و تجاری بودند. این هیئت هدف خود را مذاکره در مورد راه‌های گسترش همکاری با ایران در زمینه‌های مختلف تجاری و صنعتی دانست. این هیئت دیدارهایی با محمد نهاوندیان، علی طیب‌نیا و اعضای اتاق بازرگانی ایران داشت.

### سفر فابیوس به ایران
لوران فابیوس وزیر خارجه فرانسه در ۷ مرداد ۱۳۹۴ وارد تهران شد. سفر او در راس یک هیئت بلندپایه سیاسی به دعوت همتای ایرانی او محمد جواد ظریف صورت گرفت. فابیوس در این سفر یک روزه با حسن روحانی رئیس‌جمهور، محمدجواد ظریف وزیر امور خارجه، محمدرضا نعمت‌زاده وزیر صنعت معدن و تجارت و معصومه ابتکار رئیس سازمان محیط زیست دیدار و گفتگو کرد.

### سفر روحانی به فرانسه
فرانسوا اولاند رئیس‌جمهور فرانسه از حسن روحانی برای سفر به این کشور در آبان ۱۳۹۴ دعوت به عمل آورد. رئیس‌جمهور ایران در ۷ بهمن ۱۳۹۴، عازم پاریس شد و مورد استقبال فرانسوا اولاند، رئیس‌جمهور فرانسه قرار گرفت و همچنین با رؤسای شرکت نفت و گاز فرانسه، توتال و شرکت هواپیماسازی اروپایی، ایرباس، دیدار نموده و قراردادهایی بین ایران و شرکت‌های مذکور در جهت تبادل نفت و گاز و خرید هواپیما منعقد شد.

## دوره دولت دوازدهم

### اجتناب شهروندان فرانسه از سفر به ایران
روز ۵ اوت ۲۰۲۰ وبگاه وزارت امور خارجه فرانسه به شهروندان فرانسه رسماً توصیه کرد که بنا بر شرایط بی‌ثبات منطقه، به ایران سفر نکنند.

## مناقشه‌ها
جمهوری اسلامی برای پیشبرد خواسته‌های سیاسی خود در روابط با فرانسه بارها اقدام به گروگان‌گیری شهروندان فرانسوی، قتل مخالفان و بمبگذاری در خاک فرانسه کرده است.